# 圣弥额尔教堂 (慕尼黑)

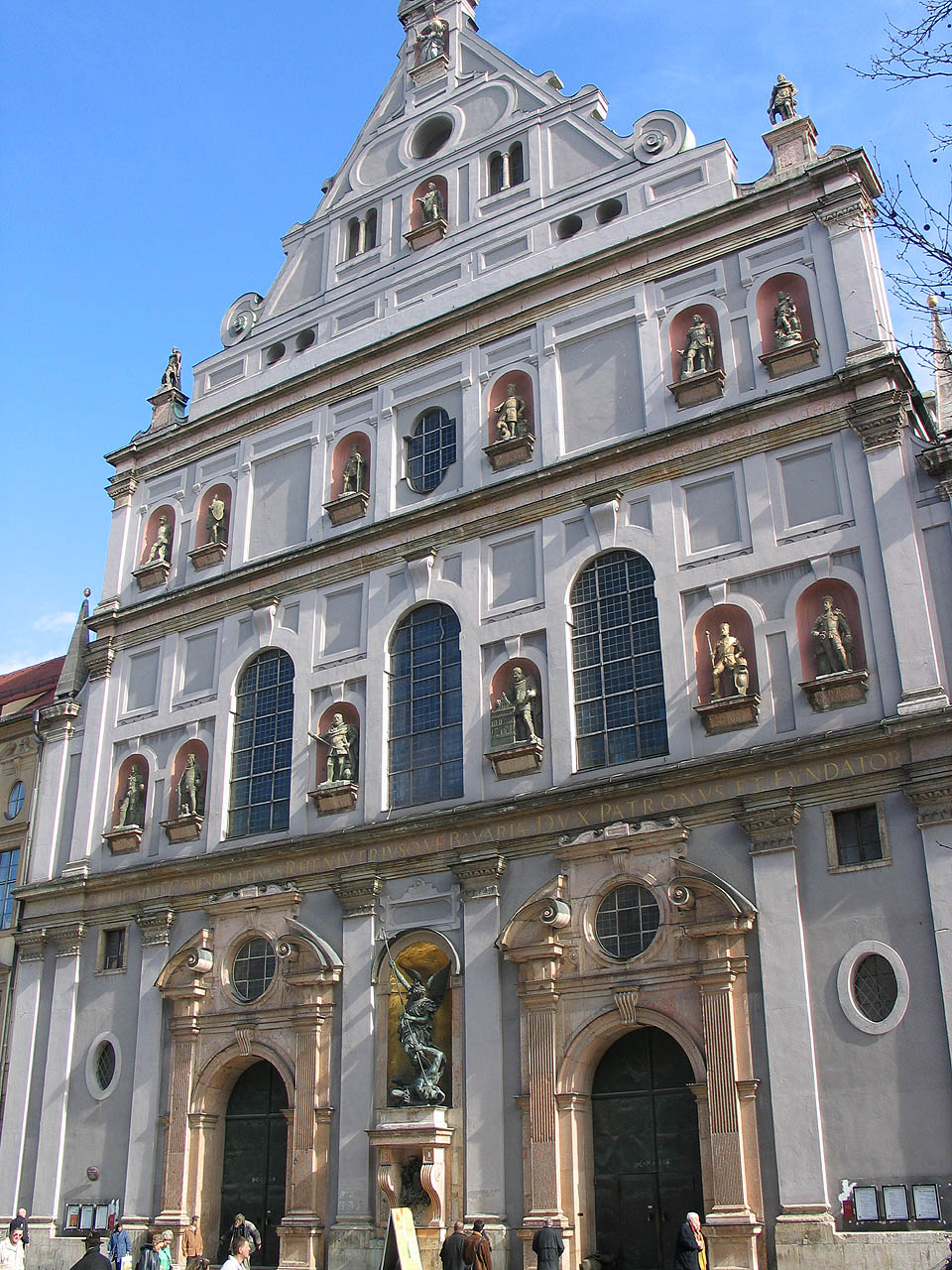
慕尼黑圣弥额尔教堂

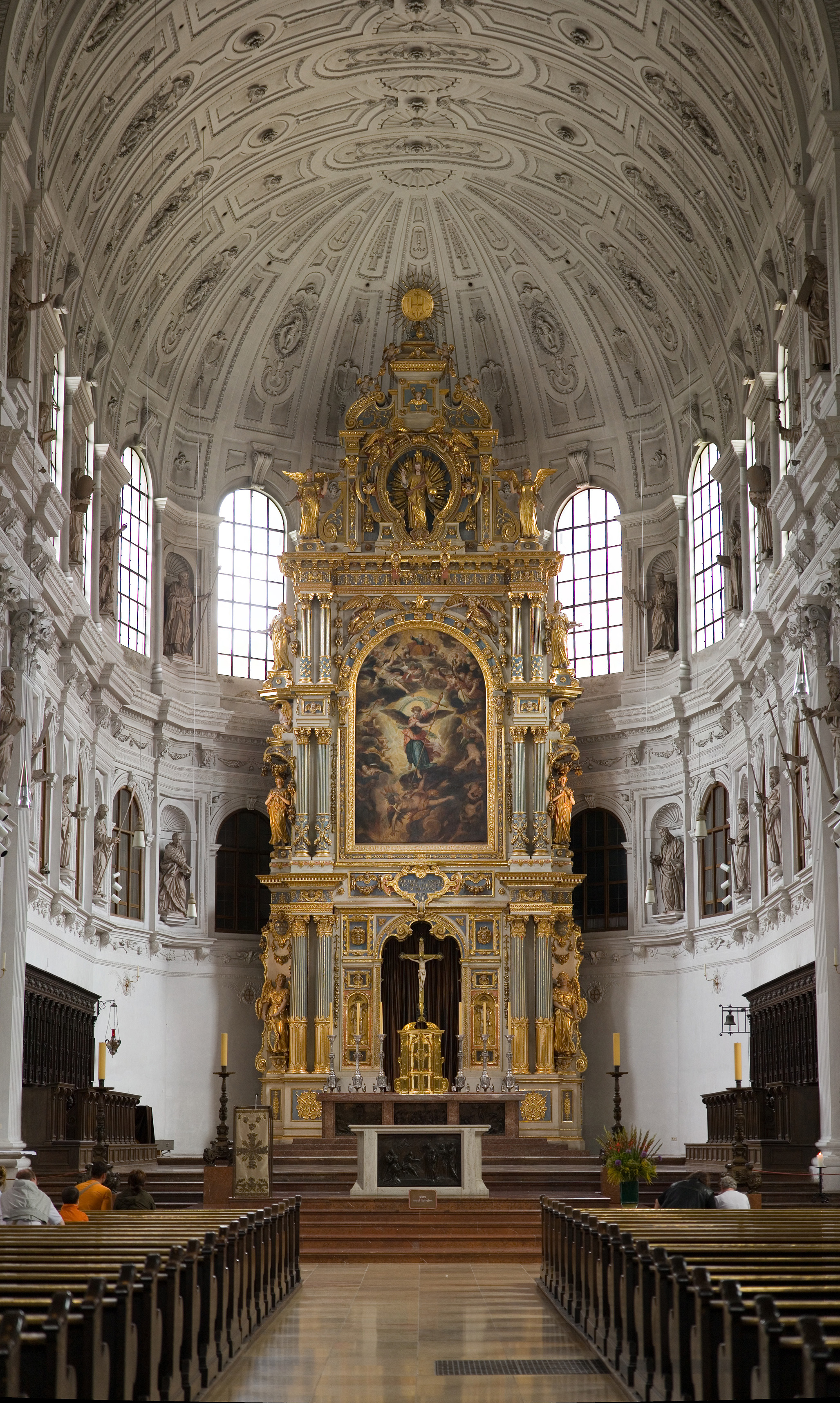
The High Altar

圣弥额尔教堂（德語：Michaelskirche）是德国慕尼黑的一座天主教教堂，阿尔卑斯山以北最大的文艺复兴式教堂。它由巴伐利亚公爵威廉五世建于1583年-1597年，是一座耶稣会教堂，作为反宗教改革的精神中心。这座建筑的风格对德国南部的早期巴洛克建筑产生了巨大影响。

## 历史
这座教堂分两个阶段建造。在第一阶段（1583-88年），这座教堂模仿了罗马的耶稣教堂，由一位不知名的建筑师修建了筒形拱顶，这是除罗马圣伯多禄大殿之外世界最大的拱顶，跨度超过20米。在建造过程中，有人怀疑拱顶的稳定性。1590年刚完成的钟楼倒塌，毁坏了唱经楼。公爵威廉五世认为这是个不好的预兆，于是计划修建更大的教堂。因此，开始工程的第二阶段，持续到1597年，Friedrich Sustris在未被损坏的中殿上方重建了新的唱经楼，耳堂也未按原设计建造。 
立面非常威严，有一些维特尔斯巴赫王朝成员的雕像。两个入口之间，Hubert Gerhard的巨大铜像表现了天使长圣弥额尔为信仰战斗，杀死了龙形的魔鬼。
教堂内有尤金·博阿爾內（Eugène de Beauharnais）的墓，
这座教堂在二战期间严重受损，1946-48年修复。1980 - 1983年，灰泥粉饰修复。
48°08′20″N 11°34′14″E / 48.13889°N 11.57056°E
1. ↑  munich. .   [2023-02-01]. （原始内容存档于2023-02-01）.